# Benjamin Wilson
Benjamin Wilson (ur. 21 czerwca 1721 w Leeds, zm. 6 czerwca 1788 w Londynie) – angielski malarz, grafik i fizyk. Laureat Medalu Copleya.

## Życiorys
Pochodził z zamożnej rodziny. Za namową Williama Hogartha zaczął studiować malarstwo na St. Martin's Lane Academy (późniejszej Royal Academy of Arts) oraz pobierał lekcje u Thomasa Hudsona. Po czasowym pobycie w Dublinie, powrócił do Londynu, gdzie zamieszkał w starym domu Godfreya Knellera na Great Queen Street. Specjalizował się głównie w portretach czym rywalizował z innym młodym wówczas malarzem Joshuą Reynoldsem.
W dziedzinie nauki zajmował się fizyką a głównie elektrycznością. Z Benjaminem Franklinem, z późniejszym prezydentem Stanów Zjednoczonych toczył spory które piorunochrony lepiej chroniły przed skutkami piorunów. Być może te wspólne zamiłowania do fizyki skłoniły Franklina do zlecenia Wilsonowi namalowanie jego portretu Benjamin Franklin. Największe sukcesy osiągnął w pracach badawczych nad właściwościami przewodzenia elektryczności turmaliny. W 1751 roku został przyjęty do Royal Society a w 1760 roku otrzymał złoty medal Copleya.
Uczniami Wilsona był portrecista Richard Brompton i Johann Zoffany.

## Obrazy
- Benjamin Franklin – 1759, Biały Dom, Waszyngton
- Portret Edwarda Macro – ok. 1766, 127.3 × 101.4 cm